# Joe Fortunato
Joseph Francis „Joe“ Fortunato (* 28. März 1930 in Mingo Junction, Ohio; † 6. November 2017 in Natchez, Mississippi) war ein US-amerikanischer American-Football-Spieler und -Trainer. Er spielte als Linebacker in der National Football League (NFL) bei den Chicago Bears.

## Spielerlaufbahn

### Collegekarriere
Joe Fortunato erhielt 1948 ein Sportstipendium am Virginia Military Institute. Im Jahr darauf wechselte der Trainer der dortigen Footballmannschaft zur Mississippi State University und Fortunato, der sich in Lexington, Virginia, nicht wohl gefühlt hatte, folgte ihm nach. Von 1949 bis 1952 studierte er in Starkville, Mississippi. Für die Footballmannschaft des Colleges spielte er auf verschiedenen Positionen, etablierte sich aber insbesondere auf der Position eines Linebackers. 1950 konnte er in der Saison elf Interceptions erzielen. Im selben Jahr konnte sein Team den späteren nationalen College-Football-Meister mit 7:0 besiegen. 1951 wurde Fortunato zum All-American gewählt.

### Profikarriere

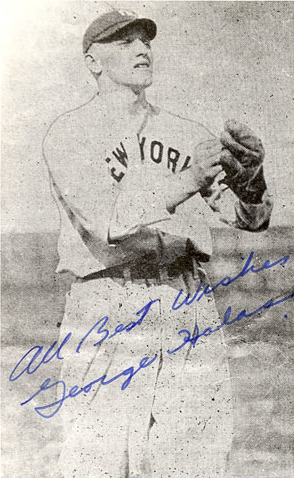
Fortunatos Trainer George Halas

Joseph Fortunato wurde im Jahr 1952 durch die von George Halas trainierten Chicago Bears in der siebten Runde an 80. Stelle gedraftet. Fortunato konnte aufgrund seines Wehrdienstes erst ab 1955 für die Bears spielen. In den Reihen der Bears standen zahlreiche All-Pro-Spieler wie Bill George, Ed Sprinkle oder George Connor. Bei der Mannschaft aus Chicago spielte Fortunato als Linebacker. 1956 übernahm Paddy Driscoll das Traineramt bei den Bears und führte die Mannschaft in das NFL Endspiel. Gegner im Endspiel waren die New York Giants, die sich auch mit 47:7 durchsetzen konnten. Im Jahr 1958 übernahm wieder Halas das Traineramt. Erst im Jahr 1963 konnten sich die Bears wieder für das NFL Endspiel qualifizieren und schlugen dort die Giants mit 14:10. Die Abwehr der Bears um Joe Fortunato gelang es immer wieder den gegnerischen Quarterback unter Druck zu setzen. Y. A. Tittle, der eigentlich für seine Zuverlässigkeit bekannt war, warf in dem Spiel fünf Interceptions und trug so (ungewollt) maßgeblich zum Sieg der Bears bei.
Nach der Saison 1966 beendete Fortunato nach 12 Spieljahren seine Spielerlaufbahn. Während seiner Laufbahn konnte er 22 Fumbles sichern, was damals ein NFL-Rekord darstellte. Lediglich im Jahr 1964 verpasste Fortunato aufgrund einer Verletzung ein Spiel. Ansonsten bestritt er während seiner Laufbahn alle Spiele für seine Mannschaft.

## Trainerlaufbahn
Joe Fortunato war 1967 und 1968 zwei Jahre lang Assistenztrainer bei den Chicago Bears.

## Nach der NFL
Nach seiner Karriere zog Fortunato nach Mississippi zurück und lebt fortan in Natchez. Seine erste Frau starb nach 46 Ehejahren; danach war er ein zweites Mal verheiratet. Am 6. November 2017 starb Fortunato 87-jährig in Natchez.

## Ehrungen
Joseph Fortunato spielte fünfmal im Pro Bowl, dem Abschlussspiel der besten Spieler einer Saison. Er wurde sechsmal zum All-Pro gewählt und ist Mitglied im NFL 1950s All-Decade Team, im Chicago Bears Ring of Honor, in der National Italian American Sports Hall of Fame und in der Mississippi Sports Hall of Fame.